# Симпсон, Джеймс Янг
Сэр Джеймс Янг Симпсон (англ. James Young Simpson; 7 июня 1811, Батгейт, — 6 мая 1870, Эдинбург) — шотландский акушер, гинеколог и хирург, профессор акушерства в Эдинбурге, изобретатель акупрессуры, второй человек, применивший наркоз (в январе 1847 года) сперва эфиром, а затем хлороформом (в ноябре 1847 года) при всякого рода операциях. Разработал способ профилактического поворота плода (1850), усовершенствовал некоторые медицинские инструменты (акушерские щипцы). Член и президент (с 1847) Эдинбургского медицинского колледжа, почётный член многих научных обществ Европы и Америки. В Эдинбурге в его честь создан комплекс с больницей и роддомом.
4 ноября 1847 года, проверяя усыпляющее действие разных газов, Симпсон и его помощник случайно надышались хлороформом. Когда через некоторое время в лабораторию вошел ассистент Симпсона, он обнаружил профессора и его помощника лежащими на полу. Ассистент позвал на помощь. В лабораторию, которая находилась в доме профессора, тут же прибежали домочадцы и обслуга. Все были страшно перепуганы. Зато очнувшийся через несколько минут Симпсон был очень рад. Он открыл новое средство обезболивания!
Симпсон провел ещё ряд опытов на себе, прежде чем рискнул применить хлороформ на практике.
15 ноября 1847 года он опубликовал в университетском журнале отчёт о применении хлороформа для наркоза. И тут разразился страшный скандал. Против Симпсона выступила церковь. Симпсона объявили безбожником и прокляли.
Симпсон вступил в словесную перепалку с церковью. Трибуну ему предоставила одна Эдинбургская газета.
Хлороформ быстро стал вытеснять эфир, но в 1849 г. Diday и Петрякин, на основании многочисленных смертных случаев, наблюдаемых в Лионе, признали хлороформ опасным ядом.
Его важнейшие сочинения: «Gynecological works», «Essays of anaesthesia» и другие.